# Mošav ovdim

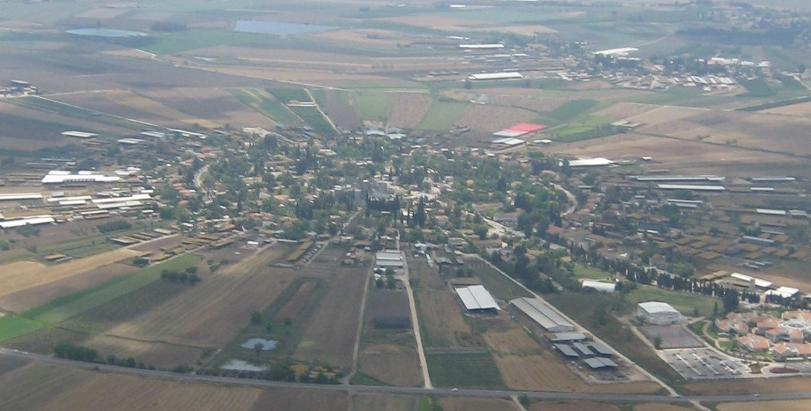
Letecký pohled na mošav ovdim Nahalal

mošav ovdim plurál mošvej ovdim (hebrejsky:  מושב עובדים‎, doslova osada pracujících) je typ menšího zemědělského sídla v Izraeli. Jde o specifický podtyp vesnických sídel mošavů.

## Charakter sídla
Vesnice typu mošav ovdim jsou založeny na principu vzájemné pomoci a rovnosti příležitostí. Každý člen má vlastní farmu, kterou obhospodařuje se svou rodinou. Prodej zemědělských produktů a nákup surovin a nářadí je ovšem prováděn společným družstevním podnikem. Některá zemědělská technika je rovněž ve společném vlastnictví celé vesnice. Zastupitelstvo obce volí radu, která schvaluje všechny transakce a rozhoduje o přijímání nových členů. Ekonomické zaměření vesnic typu mošav ovdim je ryze zemědělské. Prvním sídlem tohoto typu byl Nahalal zřízený roku 1921.